# گوانوزین تری‌فسفات
تری‌فسفات گوانوزین (به انگلیسی: Guanosine triphosphate) یک ترکیب شیمیایی با شناسه پاب‌کم ۶۸۳۰ است.
این مولکول، نقش منبع انرژی یا پیش ماده در واکنش‌های متابولیکی مانند ATP را دارد، اما خاص تر. به عنوان منبع انرژی برای ساخت پروتئین و گلوکونئوژنز استفاده می‌شود.

## گوانوزین
گوانوزین یک نوکلئوزید پورینی است که از اتصال گوانین به قند ریبوزی تشکیل می‌شود. گوانوزین می‌تواند فسفوریله شود گوانوزین مونوفسفات (GMP)، گوانوزین دی‌فسفات (GDP)، گوانوزین تری فسفات (GTP) یا حلقوی شود گوانوزین مونوفسفات حلقوی (cGMP).